# Vernon Norwood
Vernon Larnard Norwood (Nueva Orleans, 10 de abril de 1992) es un deportista estadounidense que compite en atletismo, especialista en las carreras de relevos.
Participó en dos Juegos Olímpicos de Verano, obteniendo tres medallas, bronce en Tokio 2020, en el relevo 4 × 400 m mixto, y dos en París 2024, oro en 4 × 400 m y plata en 4 × 400 m mixto.
Ganó dos medallas en el Campeonato Mundial de Atletismo, en los años 2022 y 2023 y dos medallas en el Campeonato Mundial de Atletismo en Pista Cubierta, oro en 2016 y  plata en 2018.

## Palmarés internacional
| Juegos Olímpicos                     | Juegos Olímpicos          | Juegos Olímpicos  | Juegos Olímpicos |
| Año                                  | Lugar                     | Medalla           | Prueba           |
| ------------------------------------ | ------------------------- | ----------------- | ---------------- |
| 2020                                 | Tokio (Japón)             | Medalla de bronce | 4 × 400 m mixto  |
| 2024                                 | París (Francia)           | Medalla de oro    | 4 × 400 m        |
| 2024                                 | París (Francia)           | Medalla de plata  | 4 × 400 m mixto  |
| Campeonato Mundial                   |                           |                   |                  |
| Año                                  | Lugar                     | Medalla           | Prueba           |
| 2022                                 | Eugene (Estados Unidos)   | Medalla de bronce | 4 × 400 m mixto  |
| 2023                                 | Budapest (Hungría)        | Medalla de oro    | 4 × 400 m        |
| Campeonato Mundial en Pista Cubierta |                           |                   |                  |
| Año                                  | Lugar                     | Medalla           | Prueba           |
| 2016                                 | Portland (Estados Unidos) | Medalla de oro    | 4 × 400 m        |
| 2018                                 | Birmingham (Reino Unido)  | Medalla de plata  | 4 × 400 m        |